# Francis (Utah)
Francis je město v okrese Summit County ve státě Utah ve Spojených státech amerických.
K roku 2000 zde žilo 698 obyvatel. S celkovou rozlohou 4,6 km² byla hustota zalidnění 150,7 obyvatel na km².